# Genesis Live At Wembley Stadium
Live at Wembley Stadium es un DVD editado en el 2003 del grupo Genesis. El DVD contiene partes de los 4 recitales "sold out" que Genesis dio en el Wembley Stadium en julio de 1987. En 1988 fue editado en VHS como "The Invisible Touch Tour"
Los Bonus que contiene son una galería de fotos, scans del programa del Tour y un documental sobre el Tour. El set-list incluye canciones del álbum Invisible Touch, Abacab y Genesis, además de un medley que contiene Turn it on Again y otros clásicos (otro medley fue In the Cage/... In that Quiet Earth/Apocalypse in 9/8 pero que no fue filmado, aunque aparece un pequeno extracto en el Documental bonus)
Los temas "Abacab" y "The Brazilian" son B-Sides del sencillo "Invisible Touch (Live)"

## Canciones
1. Mama
2. Abacab
3. Domino (Part 1: In the Glow of the Night)
4. Domino (Part 2: The Last Domino)
5. That's All
6. The Brazilian
7. Land of Confusion
8. Tonight, Tonight, Tonight
9. Throwing it all Away
10. Home by the Sea/Second Home by the Sea
11. Invisible Touch
12. Drum Duet
13. Los Endos
14. Turn it on Again Medley

## Trivia
- tanto el DVD como el VHS omiten el título de Second Home by the Sea, pero la canción aparece
- el VHS incluye como última canción "Do the Neurotic" pero esta figura solo en los créditos finales
- el Turn it on Again Medley incluye: "Everybody Needs (Somebody to Love)", "(I Can't Get No) Satisfaction", "Twist & Shout", "Reach Out and I'll Be There", "You've Lost That Loving Feeling", "Pinball Wizard" and "In the Midnight Hour"

- Datos: Q5877092